# 9 Dywizja Pancerna (III Rzesza)
9 Dywizja Pancerna (niem. 9. Panzer-Division) – niemiecka dywizja pancerna z okresu II wojny światowej, uczestniczyła w agresji na Holandię, Francję i Jugosławię oraz ataku na Związek Radziecki.

## Historia
Została sformowana zgodnie z rozkazem z dnia 3 stycznia 1940 roku po przeformowaniu 4 Dywizji Lekkiej.
W maju 1940 roku weszła w skład 18 Armii i wzięła udział w ataku na Holandię. Jej pierwszym zadaniem było szybkie przemieszczenie się przez terytorium Holandii aż do mostu w Moerwijk nad Mozą w celu wsparcia wojsk desantowych (Fallschirmjäger) zrzuconych tam wcześniej. Istotne było dotarcie tam przed zbliżającą się od południa armią francuską. Udało się to 12 maja, po czym dywizja została szybko skierowana do Rotterdamu. Brała także udział w walkach pod Bredą oraz w zajęciu Antwerpii. Na przełomie maja i czerwca 1940 roku brała udział w walkach pod Dunkierką. W drugiej części kampanii francuskiej brała udział w składzie Grupy Pancernej von Kleista i walczy pod Amiens i Lyonem. Po zakończeniu walk we wrześniu 1940 roku została przerzucona do okupowanej Polski, gdzie przebywa do grudnia 1940 roku.
W styczniu 1941 roku została przerzucona przez Rumunię do Bułgarii, gdzie wchodziła w skład 12 Armii. Z terytorium Bułgarii w kwietniu 1941 roku dokonała ataku na Jugosławię, walcząc w rejonie Skopje, a następnie skierowała się w kierunku Grecji. 
Od 22 czerwca 1941 roku licząca 143 czołgów dywizja uczestniczyła w ataku na Związek Radziecki. Wchodziła w skład XIV Korpusu Pancernego z Grupy Armii Południe, w składzie której walczyła w rejonie Kijowa i nad Dnieprem. W październiku 1941 roku włączono ją w skład 2 Armii Pancernej, a następnie 2 Armii Grupy Armii Środek; w tym czasie – do sierpnia 1943 roku – walczyła na środkowym odcinku frontu m.in. pod Kurskiem (posiadając w przededniu bitwy 83 czołgi) i Woroneżem. W późniejszym okresie ponownie zostaje włączona w skład Grupy Armii Południe i walczyła na terenie Ukrainy. Na przełomie 1943 i 1944 roku walcząc w rejonie Krzywego Rogu ponosi ciężkie straty i zostaje wycofana w marcu 1944 roku w rejon Odessy, gdzie ostatecznie została rozwiązana. 
Pozostałości dywizji zostały skierowane do okupowanej Francji, gdzie połączono je z 155 Rezerwową Dywizją Pancerną, stacjonującą na południu Francji. W sierpniu 1944 roku w czasie walk pod Falaise dywizja odniosła poważne straty. W grudniu 1944 roku została włączona w skład 5 Armii Pancernej i w składzie tej armii wzięła udział w ofensywie w Ardenach. W lutym 1945 roku została wycofana do Zagłębia Ruhry, gdzie walczyła do kwietnia 1945 roku, kapitulując przed wojskami amerykańskimi.

## Dowództwo dywizji
Dowódcy dywizji
1. gen. mjr Alfred von Hubicki (1940-1942)
2. gen. por. Johannes Baeßler (1942)
3. gen. mjr Heinrich Hermann von Hülsen (1940-1942)
4. gen. por. Walther Scheller (1942-1943)
5. gen. por. Erwin Jollasse (1943)
6. gen. mjr Johannes Schulz (1943)
7. płk Max Sperling (1943)
8. gen. mjr Erwin Jollasse (1943-1944)
9. płk Max Sperling (1944)
10. gen. mjr Gerhard Müller (1944)
11. gen. por. Harald von Elverfeldt (1944)
12. gen. mjr Friedrich Wilhelm von Mellenthin (1944-1945)
13. gen. por. Harald von Elverfeldt (1945)
14. płk Helmut Zollenkopf (1945)

## Struktura organizacyjna
Skład w 1940:
- 33 pułk pancerny (Panzer-Regiment 33)
- 9 Brygada Strzelców (Schützen Brigade 9)
  - 10 pułk strzelców (Schützen-Regiment 10)
  - 11 pułk strzelców (Schützen-Regiment 11)
  - 701 ciężka kompania broni wsparcia piechoty (Schwere-Infanterie-Geschütz-Kompanie 701)
- 102 pułk artylerii (Artillerie-Regiment 102)
- 9 pułk rozpoznawczy (Aufklärungs-Regiment 9)
- 50 dywizjon przeciwpancerny (Panzerjäger-Abteilung 50)
- 86 batalion pionierów (Pionier-Bataillon 86)
- 85 batalion łączności (Nachrichten-Abteilung 85)

Skład w 1943:
- 33 pułk pancerny (Pułk pancerny „Prinz Eugen”) (Panzer-Regiment 33 od 1943 roku Panzer-Regiment "Prinz Eugen")
- 10 pułk grenadierów pancernych (Panzergrenadier-Regiment 10)
- 11 pułk grenadierów pancernych (Panzergrenadier-Regiment 11)
- 102 pułk artylerii pancernej (Panzer-Artillerie-Regiment 102)
- 9 pancerny batalion rozpoznawczy (Panzer-Aufklärungs-Abteilung 9)
- 287 dywizjon artylerii przeciwlotniczej (Heeres-Flak-Artillerie-Abteilung 287)
- 50 dywizjon niszczycieli czołgów (Panzerjäger-Abteilung 50)
- 86 pancerny batalion pionierów (Panzer-Pionier-Bataillon 86)
- 85 pancerny batalion łączności (Panzer-Nachrichten-Abteilung 85)

Skład w 1945:
- 33 pułk pancerny (Panzer-Regiment 33)
- 51 pułk grenadierów pancernych (Panzergrenadier-Regiment 51)
- 10 pułk grenadierów pancernych (Panzergrenadier-Regiment 10)
- 11 pułk artylerii (Artillerie-Regiment 11)
- 9 pancerny batalion rozpoznawczy (Panzer-Aufklarung-Abteilung 9)
- 50 dywizjon artylerii przeciwlotniczej (Heeres-Flak-Abteilung 50)
- 287 dywizjon niszczycieli czołgów ( Panzerjäger-Abteilung 287)
- 85 batalion łączności (Nachrichten Abteilung 85)